# The Cobweb (film 1917)
The Cobweb è un film muto del 1917 diretto da Cecil M. Hepworth. Basato sul lavoro teatrale di Naunton Davies e Leon M. Lion, il soggetto sarà ripreso da Hepworth in un remake del 1923 dal titolo Strangling Threads: anche questo film verrà interpretato da Alma Taylor, l'attrice preferita del regista/produttore.

## Trama
Un milionario pensa di aver ucciso la moglie messicana che lo ricattava. In realtà, la donna è morta per lo shock.

## Produzione
Il film fu prodotto dalla Hepworth.

## Distribuzione
Distribuito dalla Harma Photoplays, il film uscì nelle sale cinematografiche britanniche nel gennaio 1917.